# Al Moharrir

Al Moharrir est un journal marocain en langue arabe, il présente les actualités politiques, économiques, culturelles, sportives et scientifiques au Maroc et aux pays arabes. 
Ce quotidien propose des services et des renseignements de la vie pratique: prière, change, train, météo, horoscope.
Le rédacteur en chef d'Al Moharrir est Mohammed Younsi. C'est un écrivain et poète marocain, ayant un diplôme d'ingénieur d'état en télécommunications et un prix de mérite de la Maison NAAMAN de la culture à Beyrouth.